# Epipactis bugacensis
Epipactis bugacensis Robatsch è una pianta appartenente alla famiglia delle Orchidacee.

## Etimologia

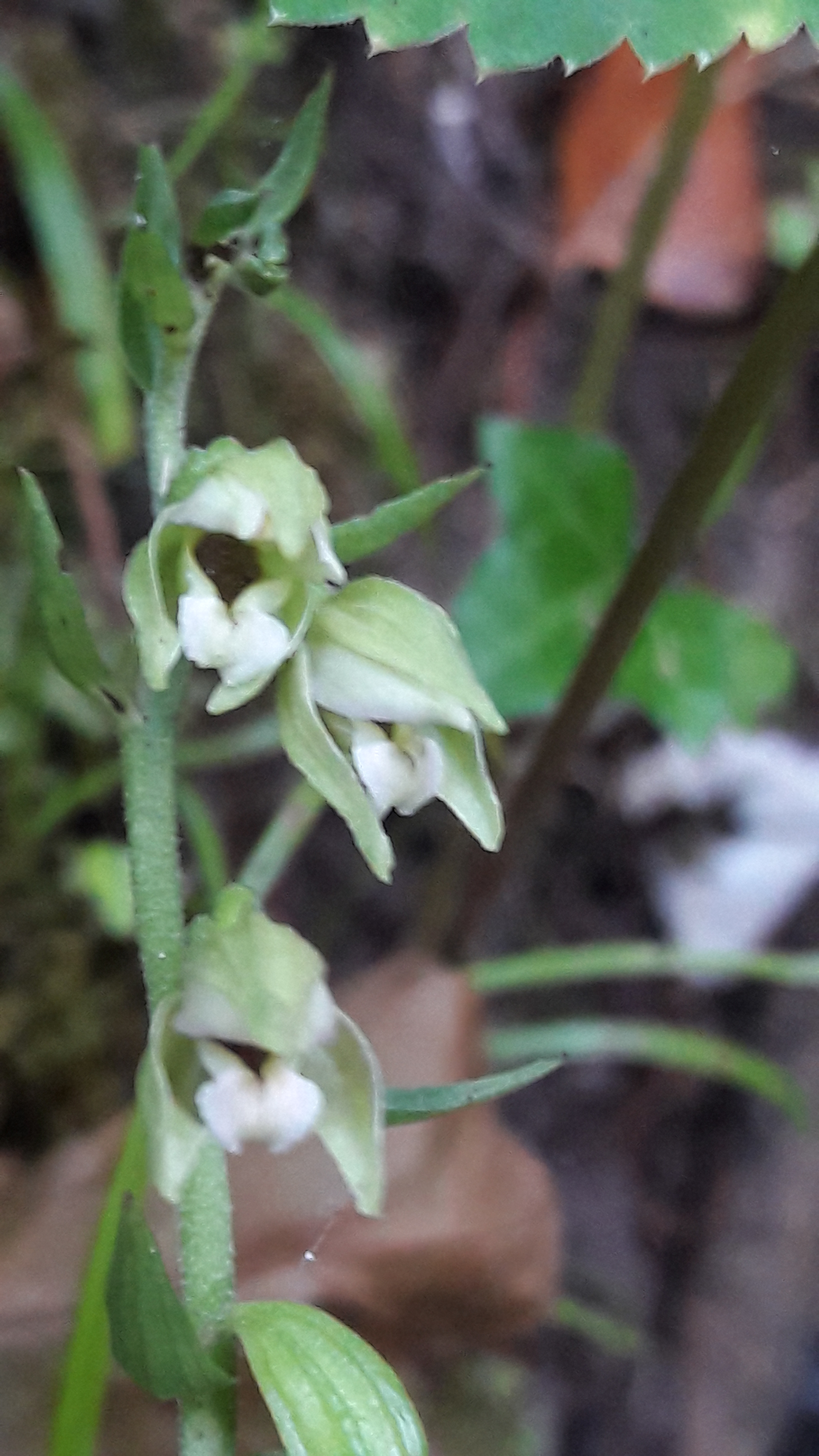
Infiorescenza di Epipactis bugacensis

Il nome del genere, Epipactis, deriva dal greco ἐπιπακτίς,  nome attribuito già da Dioscoride. L'epiteto specifico, maricae, è stato dato dagli scopritore ed autori in onore di Marìca, ninfa venerata dalle antiche popolazioni italiche come protettrice di acque e zone umide. 

## Descrizione
Fusti alti al massimo 40 cm, nascenti da un sottile rizoma, con una corta e rada peluria alla sommità. Foglie 2-3 (4) ovate e a punta acuta. La brattea inferiore ha le stesse dimensioni delle foglie e le superiori sono man mano più piccole. L'infiorescenza ha un numero di fiori variabile da 5 a 25 fiori, autogami, di medie dimensioni e spesso non completamente aperti. Sepali ovati, verde giallo e petali verde-giallo esteriormente, più chiari e spesso con toni rosati interiormente. L'ipochilo contiene nettare, l'epichilo è cordato, bianco o verdastro a bordi spesso sfumati di rosa, con apice crenulato o dentato. Il viscidio è presente ma inefficace. L'ovario è fusiforme all'inizio dell'antesi ma ben presto si rigonfia e diventa ovoidale. Pedicello verde-giallo con sfumatura rosa.

## Biologia
Pianta autogama.

## Distribuzione e habitat
Vive tra i comuni di Teano e Roccamonfina, a quote tra 250 e 600 m s.l.m., sulle sponde del torrente Savone delle Ferriere. Il locus classicus ricade nel comune di Teano. È l'unica pianta endemita puntiforme del Vulcano di Roccamonfina.

### Fitosociologia
Vive nelle comunità ripariali (All. Populion albae Br.-Bl. ex Tchou 1948), nei contesti a maggiore copertura erbacea in condizioni di scarsa illuminazione.

## Tassonomia
Inizialmente fu individuata e identificata, erroneamente, come Epipactis exilis. Successivamente la sua identità fu studiata e fu inquadrata come sottospecie di Epipactis nordeniorum. Infine alcuni autori l'hanno ritenuta una specie buona. 

### Sinonimi
Epipactis nordeniorum Robatsch subsp. maricae Croce, Bongiorni, De Vivo & Fori

## Conservazione
Dato l'esiguo numero di esemplari nella popolazione, la specie è a rischio di estinzione critico (CR secondo le categorie IUCN). 